# Odontura liouvillei
Odontura liouvillei är en insektsart som beskrevs av Werner 1929. Odontura liouvillei ingår i släktet Odontura och familjen vårtbitare. Inga underarter finns listade i Catalogue of Life.